# César Rengifo
César Rengifo (Caracas, Venezuela, 14 de mayo de 1915 - Caracas, Venezuela, 2 de noviembre de 1980) fue un pintor y dramaturgo venezolano representante  de las tendencias realistas en la pintura venezolana inspiradas por la pintura junto con Héctor Poleo, Pedro León Castro y Gabriel Bracho; todos ellos después de haber iniciado estudios en Caracas fueron a México en la mejor época del muralismo mexicano.  Luchador social, intelectual y militante comunista.

## Estudios

### Estancia en México
El fue influido de manera significativa por la obra de Diego Rivera, alcanzando un estilo que se apartó de la preceptiva de la Escuela de Caracas y dio relevancia al mensaje social de la pintura, gracias a un realismo fundado en una temática rural para el que adoptó una técnica que se aproxima a la de los primitivos italianos de empaste liso y efectos de relieve y claroscuro obtenidos con los tonos sombríos. Le dio cáncer por eso su repentina muerte

### Primera exposición
En 1939 realizó un curso de artes gráficas en la reformada Escuela de Artes Plásticas y Artes Aplicadas de Caracas. Ese mismo año realizó en el Museo de Bellas Artes su primera exposición individual, iniciándose desde ese momento una actividad plástica que solamente ha interrumpido para dedicarse a escribir obras para el teatro con la misma concepción que tiene su pintura: se revelaba entonces como un importante autor teatral del género realista.

## Profundización de sus carreras

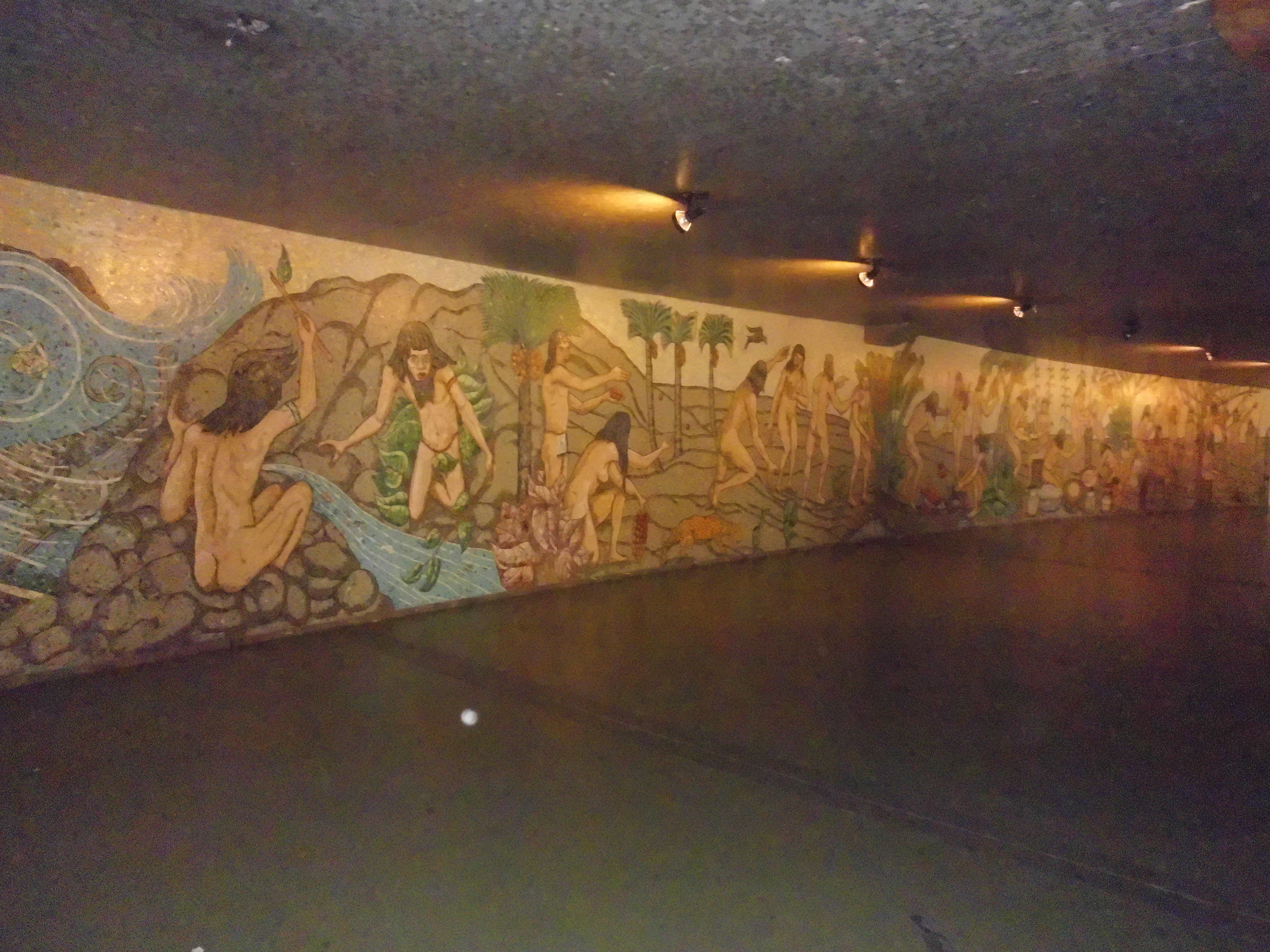
El mito de Amalivaca, Centro Simón Bolívar, Caracas

En 1945 viaja a Bogotá con Alejandro Otero y Pedro Leon Zapata para exponer en la muestra "Joven pintura venezolana" en la Biblioteca Nacional de esa ciudad. En 1948, en torno a un intenso debate sobre el Realismo Socialista en el Instituto Venezolano-Soviético de Caracas,  César Rengifo —uno de los más convencidos defensores de los postulados del realismo de contenido político-ideológico marxista— sostiene que el abstraccionismo era una corriente decadente de la cultura occidental. Funda  El Taller de Puente República, en Caracas, con maestros como Gabriel Bracho y Armando Lira. En 1954, con motivo del XV Salón Oficial Anual de Arte Venezolano, obtuvo el Premio Nacional con su obra La Flor del Hijo, y también el Premio Arturo Michelena, en el Salón Oficial y en el Salón Arturo Michelena. Entre 1955 y 1956 realizó el vasto mural en mosaico "Amalivaca", que narra el mito Caribe de la creación del mundo y el cual se halla en la plaza Diego Ibarra, en Caracas. Desde 1958 hasta 1960 fue designado director de Extensión Cultural de la Universidad de los Andes, en Mérida. En su gestión como director de Cultura de la Universidad de Los Andes, fundó en 1959 la Escuela de Artes Plásticas de Mérida. Por encargo de la Comisión del Sesquicentenario de la batalla de Carabobo, del Ministerio de la Defensa, realizó en 1973 el mural "Creadores de la nacionalidad", ubicado en el Paseo Los Próceres de Caracas.

## Vida teatral
En 1938, Rengifo inicio su trayectoria como dramaturgo. Los temas que lo inspiran al igual que en su pintura son la cambiante realidad de la Venezuela contemporánea, el petróleo, la opresión de los marginados y, de alguna manera, la contribución a la emancipación del proletariado moderno.
En 1952 fundó junto con Humberto Orsini, Jacobo Borges y otras personalidades de la cultura el Grupo Experimental de Teatro Máscaras, con el cual recorrieron todo el país haciendo un teatro de profundo carácter social y abordando espacios no convencionales como plazas, cárceles y hospitales.
Rengifo presentó El vendaval amarillo en el Primer Festival de Teatro Venezolano en 1959. Junto a otros dramaturgos marcó en este Festival el inicio del teatro moderno en Venezuela.   
Su dramaturgia ha sido agrupada en distintos ciclos por la crítica entre ellos el que refiere a la Conquista con las obras: Curayú o El vencedor, Oscéneba, Apacuana y Curiacán, en donde desarrolla personajes indígenas, escribe desde la visión del vencido. También el ciclo del petróleo que inicia desde la explosión del primer pozo petrolero, Zumaque I, en Venezuela en 1914, está compuesto por las siguientes piezas teatrales: Las mariposas de la oscuridad, El vendaval amarillo, El raudal de los muertos cansados, y Las torres y el viento. 
Desarrolló el realismo social con lecturas actualizadas de Bertolt Brecht.

## Características de su obra pictórica
Su pintura se caracteriza por su carácter literario, en donde está presente su concepción sobre el Realismo Social concebido como el reflejo de la realidad nacional, y en donde el campesino está presente.

## Su obra muralística
Del muralismo de Rengifo se habla muy poco, aunque allí están sus obras más resaltantes que han permanecido en el tiempo. Fue el pintor de los pobres, reivindicó a los humildes, no con un arte panfletario, sino con un estilo plástico propio, mezcla de realismo con impresionismo donde el tema de la pobreza es predominante, su maestro mexicano Diego Rivera dejó esta impronta social en Rengifo.

«Provengo, pues del pueblo y voy ligado a él por conocimiento y sentimiento»
César Rengifo

## Homenajes
- En 1980 fue galardonado con el Premio Nacional de Teatro de Venezuela.
- En 1981, un año después de su muerte, el Ateneo de Caracas creó el Premio Latinoamericano de Investigación César Rengifo.

- El teatro César Rengifo del Centro Histórico de Petare,  en el municipio Sucre del Estado Miranda, en Venezuela.

- La Escuela Nacional de Artes Escénicas “César Rengifo”.

- En 2007 la Alcaldía de Caracas a través de la Fundación para la Cultura y las Artes (Fundarte) abre la convocatoria para la  Premio Nacional de Dramaturgia César Rengifo.

- En 2011, luego de una profunda remodelación urbanística de la zona se inauguró el "Bulevar César Rengifo" en el sector El Cementerio de Caracas.

- En 2013, como iniciativa del gobierno del presidente Nicolás Maduro se crea el Movimiento Nacional de Teatro Cesar Rengifo, funcionando en todas las instituciones educativas de primaria a educación media en todo el país.

- En octubre de 2014, el presidente Nicolás Maduro decretó el año 2015, como el año de la Cultura Popular “César Rengifo”.[4]

- En 2016, son trasladados sus restos al Panteón Nacional, en la ciudad de Caracas, en acto encabezado por el presidente de la República Bolivariana de Venezuela, Nicolás Maduro , coincidiendo con idéntico homenaje a otro héroe civil de la República, el pintor Armando Reverón.